# Alpaida iquitos
Alpaida iquitos Levi, 1988 è un ragno appartenente alla famiglia Araneidae.

## Etimologia
Il nome della specie deriva dalla località peruviana di rinvenimento degli esemplari: Iquitos nella regione di Loreto

## Caratteristiche
L'olotipo femminile rinvenuto ha dimensioni: cefalotorace lungo 2,1 mm, largo 1,6 mm; il primo femore misura 1,9 mm e la patella e la tibia circa 2,3 mm.

## Distribuzione
La specie è stata rinvenuta in Perù, Ecuador, Brasile e Guyana francese: l'olotipo femminile nei pressi di Iquitos nella regione di Loreto (Perù) e alcuni paratipi sulle sponde del Rio Napo (Ecuador), e ad Aldeia Coraci 12 km ad ovest di Canindé, nello Stato brasiliano di Pará.

## Tassonomia
Al 2014 non sono note sottospecie e dal 1988 non sono stati esaminati nuovi esemplari.